# Guus Meeuwis
Guus Meeuwis, pseudonimo di Gustaaf Stephanus Modestus Meeuwis (Mariahout, 23 marzo 1972), è un cantautore e chitarrista olandese.
Nei primi anni '90 e agli inizi dei 2000, con il gruppo Vagant, è entrato diverse volte nelle classifiche olandese e fiamminga. Il 24 maggio 2015, Meeuwis è diventato il primo artista di lingua olandese ad aver suonato a un concerto alla Royal Albert Hall di Londra.

## Biografia

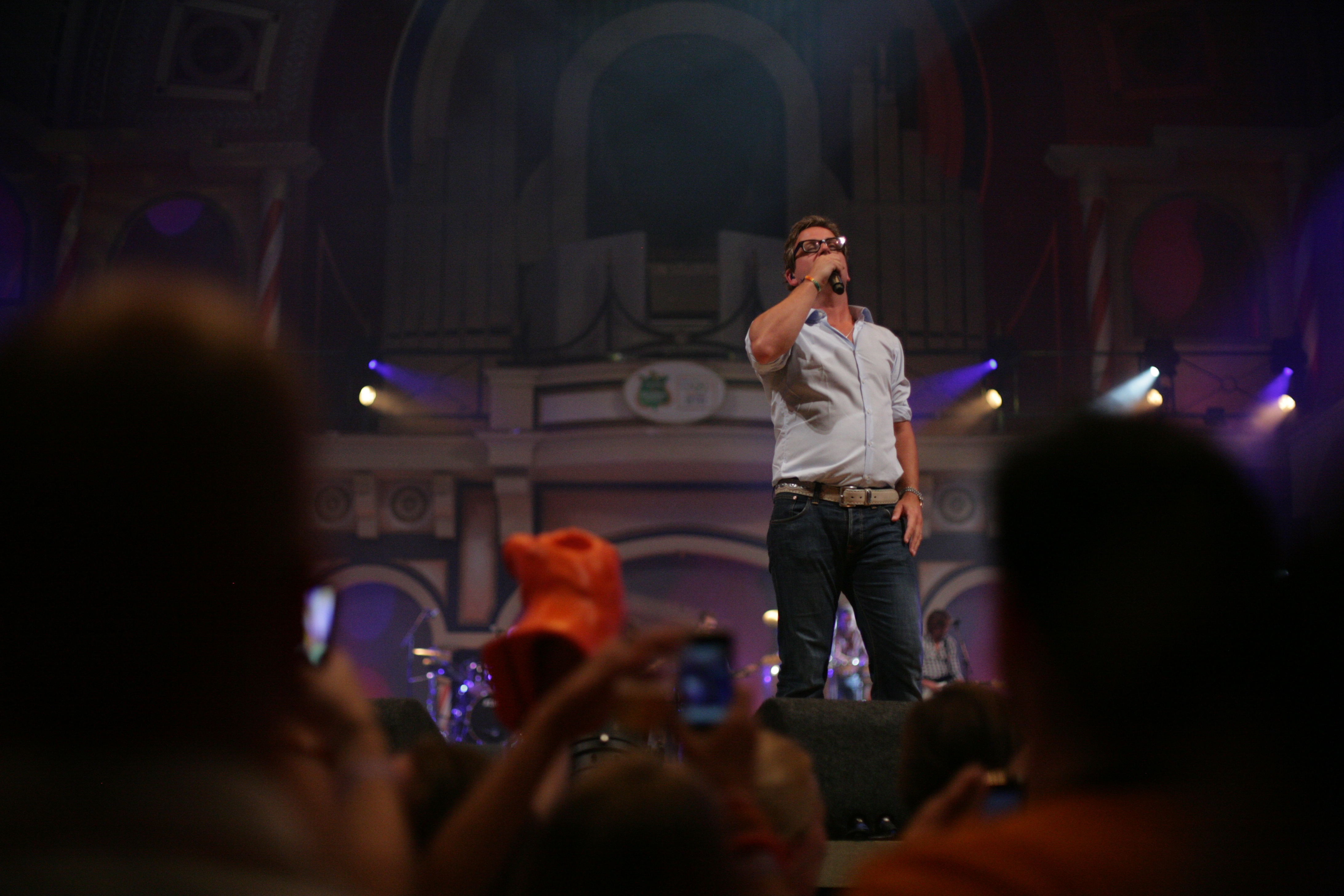
Guus Meeuwis all'Holland Heineken House nel 2012.

Guus Meeuwis nacque in un monastero, dove i genitori erano temporaneamente alloggiati, a Mariahout, un piccolo villaggio nella municipalità di Laarbeek. Dopo gli studi superiori si iscrisse alla facoltà di giurisprudenza dell'Università di Tilburg. Già a scuola era evidente che Guus aveva un talento musicale. Dopo un romantico weekend a Bruges con la fidanzata Valérie, scrisse la canzone Het is een Nacht, con la quale, nel 1994, vinse un premio all'AHC-Studentensongfestival a Leida. Con il suo gruppo chiamato "Guus Meeuwis & Vagant", così chiamato dal nome di un bar che frequentavano, ottennero il primo contratto discografico. Gli altri componenti del gruppo erano Marc Meeuwis, Jan Willem Rozenboom, Hugo van Bilsen, Robin van Beek e Dirk Oerlemans. Alla fine del 2001 il gruppo decise di sciogliersi e Meeuwis continuò con la carriera solista.
Come solista ha avuto un notevole successo nei Paesi Bassi, piazzando al primo posto della classifica sette album, Tien Jaar Levensecht (2004), Hemel nr. 7 (2007), NW8 (2009), Armen open (2011), Hollandse meesters (2014), Morgen (2015) e Geluk (2018), e tre singoli Als je iets kan doen (2005), Geef mij je angst (2005) e Tranen gelachen (2007). Nell'album NW8 è contenuta la canzone Dat Komt Door Jou, poi estratta come singolo, cover in lingua olandese di A te di Jovanotti.

## Discografia

### Album in studio come Guus Meeuwis & Vagant
- 1996 – Verbazing
- 1997 – Schilderij
- 2001 – 1 voor allen

### Album in studio
- 2002 – Guus Meeuwis
- 2005 – Wijzer
- 2007 – Hemel nr. 7
- 2009 – NW8
- 2011 – Armen open
- 2013 – Het kan hier zo mooi zijn
- 2014 – Hollandse meesters
- 2015 – Morgen
- 2018 – Geluk

### Album dal vivo
- 2004 – Tien jaar levensecht
- 2010 – Het beste van Guus Meeuwis

### Raccolte
- 2006 – Live in het Philips Stadion
- 2007 – Groots met een zachte G - Live in het Philips Stadion 2007
- 2008 – Groots met een zachte G - Live in het Philips Stadion 2008
- 2010 – Groots met een zachte G 2010
- 2013 – Groots met een zachte G 2013